# 豬朥束
豬朥束，是臺灣屏東縣滿州鄉的一個傳統地域名稱，位於該鄉東南部。相較於今日行政區，其範圍大致包括里德村、長樂村東南端。

## 歷史
台灣日治初期，豬朥束地區為一街庄，稱為「豬朥束庄」，隸屬於安定里。該庄北及西北與響林庄為鄰，西與蚊蟀庄為鄰，西南邊為港口庄，東南邊及東邊臨太平洋。
1901年（日治明治三十四年）11月，全台設置二十廳，該庄隸屬於恆春廳。1909年（明治四十二年）10月，合併二十廳為十二廳，該庄改隸屬於阿緱廳。1920年（大正九年），廢十二廳改設五州二廳，該庄改制為「豬朥束」大字，隸屬於高雄州恆春郡滿州庄。
戰後滿州庄改制為滿州鄉，隸屬於高雄縣，大字亦改制為村。1950年高、屏分治，滿州鄉改隸屬於屏東縣。

## 聚落
本地區發展較早的聚落有攬仁坑、過溪仔、蚊蟀山腳、豬朥束等，在日治期初期的官方地圖上已有記載。

## 交通
鄉道屏169線是滿州至里德的道路，其東側端點（終點）位於本地區里德部落。由此向西蜿蜒而行，出境後可前往滿州並止於縣道200號路口。

## 景點
- 「高砂族教育發祥之地」紀念碑